# Two for the show
Two for the show is het eerste officiële livealbum van Kansas. Het werd uitgebracht in het najaar van 1978. Opnamen vonden plaats tijdens drie tournees die de band in 1977/1978 had ondernomen. Binnen het jaar gingen er meer dan een miljoen exemplaren over de toonbank, hetgeen de platinastatus opleverde in de Verenigde Staten. Het stond daar negentien weken in de albumlijst Billboard 200 met als hoogste notering 32. In Europa haalde het geen notering. In Nederland was de ontvangst maar lauw, Trouw noemde het album is een rijtje livealbums (9 december 1978), Het Parool van 25 januari 1979 noemde vooral het muziektechnische deel. OOR's Pop-encyclopedie (versie 1979) noemde het een marktvullertje, wellicht verwijzend naar de titel ("voor de show").
Het album werd origineel als dubbelelpee uitgebracht, in begin van het cd-tijdperk werd volstaan met een enkele cd, waarbij de track Closet chronicles werd weggelaten. Bij heruitgave werden steeds meer bonustracks toegevoegd, één van de heruitgaven is uitgesmeerd over vier compact discs.

## Musici
- Steve Walsh – zang, toetsinstrumenten
- Kerry Livgren – gitaar, toetsen
- Robby Steinhardt – viool, zang
- Rich Williams – gitaar
- Dave Hope – basgitaar
- Phil Ehart – drumstel

## Muziek
| Nr. | Titel                          | Duur |
| --- | ------------------------------ | ---- |
| 1.  | Song for America               | 7:31 |
| 2.  | Point of know return           | 3:07 |
| 3.  | Paradox                        | 4:09 |
| 4.  | Icarus-Borne on wings of steel | 5:58 |

| Nr. | Titel                   | Duur |
| --- | ----------------------- | ---- |
| 1.  | Portrait (He knew)      | 5:19 |
| 2.  | Carry on wayward son    | 4:38 |
| 3.  | Journey from Mariabronn | 8:55 |

| Nr. | Titel                           | Duur |
| --- | ------------------------------- | ---- |
| 1.  | Dust in the wind                | 6:19 |
| 2.  | Lonley wind                     | 4:29 |
| 3.  | Mysteries and mayhem            | 4:01 |
| 4.  | Excerpt from Lamplight symphony | 2:39 |
| 5.  | The wall                        | 4:54 |

| Nr. | Titel             | Duur  |
| --- | ----------------- | ----- |
| 1.  | Closet chronicles | 6:55  |
| 2.  | Magnum Opus       | 11:18 |

Het album was opgedragen aan een fan, die op 14 augustus 1978 op de terugreis naar huis een verkeersongeluk kreeg en blind werd; het Kansasconcert was het laatste wat hij gezien heeft.